# Duwajr al-Akrad
Duwajr al-Akrad (arab. دوير الأكراد) – wieś w Syrii, w muhafazie Hama. W 2004 roku liczyła 814 mieszkańców.